# Borolinus dietmarleutzi
Borolinus dietmarleutzi – gatunek chrząszcza z rodziny kusakowatych i podrodziny Osoriinae.
Gatunek ten opisany został w 2005 roku przez Haralda Schillhammera na podstawie trzech samic. Epitet gatunkowy nadano na cześć Dietmara Leutza.
Chrząszcz o ciele długości od 18 do 22 mm, ubarwionym błyszcząco czarno z rudobrązowymi głaszczkami, wargą górną i stopami. Głowa z raczej tępo zwieńczonym, bardzo krótkim wewnętrznym zębem bocznym, sięgającym połowy odległości między nasadą a bliższym zębem grzbietowym żuwaczki. Zewnętrzny ząb boczny o brzegach ustawionych prawie pod kątem prostym, bocznie ostro odgraniczony, na przedniej krawędzi spłaszczony i stopniowo, faliście przedłużony ku bocznej krawędzi wewnętrznego zęba bocznego. Wgłębienie czołowe głębokie lecz słabo odgraniczone. Czułki skierowane w tył sięgają okolic nasady pokryw. Około półtora raza szersze niż dłuższe przedplecze ma regularnie wklęsłą krawędź przednią, prawie regularnie wypukłe krawędzie boczne i palisadę złocistych szczecin na krawędzi tylnej. Nieco szersze niż dłuższe, prawie wielokątne w obrysie pokrywy mają brzegi boczne lekko wypukłe i nieco ku tyłowi rozbieżne. Samica ma na drugim gonokoksycie pojedynczą, grubą szczecinkę.
Owad znany tylko z chińskiego Kuejczou.